# Laval-du-Tarn
Pour les articles homonymes, voir Laval.
Laval-du-Tarn (en occitan ou catalan La Val de Tarn) est une commune française, située dans le sud-ouest du département de la Lozère en région Occitanie.
Exposée à un climat de montagne, elle est drainée par le Tarn et par deux autres cours d'eau. Incluse dans les Cévennes, la commune possède un patrimoine naturel remarquable : un site Natura 2000 (les « gorges du Tarn et de la Jonte ») et cinq zones naturelles d'intérêt écologique, faunistique et floristique.
Laval-du-Tarn est une commune rurale qui compte 103 habitants en 2022, après avoir connu un pic de population de 554 habitants en 1901.  Ses habitants sont appelés les Lavalais ou  Lavalaises.

## Géographie
Laval-du-Tarn est située sur le causse de Sauveterre, à une altitude moyenne de 810 m (entre 449 m et 1 021 m), dans la partie sud-est du canton de la Canourgue. Les communes limitrophes sont La Canourgue à l'ouest, Chanac au nord, Sainte-Enimie à l'est, et La Malène au sud.
Laval-du-Tarn est dans le fuseau horaire CET (UTC+1). Elle est située à environ 510 km au sud de Paris, à 95 km au nord-ouest de Montpellier, et à 22 km au sud de Mende. Par sa superficie, elle se place au 129e rang des 1 545 municipalités du Languedoc-Roussillon.
Le village comprend les hameaux de Grandlac, Boujassac, Segondes, Lueysse, Mijoule, Composinho Montredon, Perrières, Rausas  et le Château de la Caze.
4,23 km2, soit 11,5 % de la superficie totale de la commune, sont couverts par la forêt.

### Communes limitrophes
Les communes limitrophes sont  Chanac, Gorges du Tarn Causses, La Canourgue et La Malène.
|              | Chanac        |                        |
| La Canourgue | Laval-du-Tarn | Gorges du Tarn Causses |
|              | La Malène     |                        |

### Voies de communication et transports
Laval-du-Tarn est traversée par la route départementale D 998, qui la relie à Banassac, dans la vallée du Lot, à 20 km, et à Sainte-Enimie, à 8,5 km.

### Climat
Pour des articles plus généraux, voir Climat de l'Occitanie et Climat de la Lozère.
En 2010, le climat de la commune est de type climat des marges montargnardes, selon une étude s'appuyant sur une série de données couvrant la période 1971-2000. En 2020, Météo-France publie une typologie des climats de la France métropolitaine dans laquelle la commune est exposée à un climat de montagne ou de marges de montagne et est dans la région climatique Sud-est du Massif Central, caractérisée par une pluviométrie annuelle de 1 000 à 1 500 mm, minimale en été, maximale en automne.
Pour la période 1971-2000, la température annuelle moyenne est de 9,4 °C, avec une amplitude thermique annuelle de 16 °C. Le cumul annuel moyen de précipitations est de 1 185 mm, avec 10,5 jours de précipitations en janvier et 5,7 jours en juillet. Pour la période 1991-2020, la température moyenne annuelle observée sur la station météorologique la plus proche, située sur la commune de Saint-Pierre-des-Tripiers à 19 km à vol d'oiseau, est de 9,6 °C et le cumul annuel moyen de précipitations est de 876,3 mm,. Pour l'avenir, les paramètres climatiques de la commune estimés pour 2050 selon différents scénarios d'émission de gaz à effet de serre sont consultables sur un site dédié publié par Météo-France en novembre 2022.

### Milieux naturels et biodiversité

#### Espaces protégés
La protection réglementaire est le mode d’intervention le plus fort pour préserver des espaces naturels remarquables et leur biodiversité associée,.
La commune fait partie de la zone de transition des Cévennes, un territoire d'une superficie de 116 032 ha reconnu réserve de biosphère par l'UNESCO en 1985 pour la mosaïque de milieux naturels qui la composent et qui abritent une biodiversité exceptionnelle, avec 2 400 espèces animales, 2 300 espèces de plantes à fleurs et de fougères, auxquelles s’ajoutent d’innombrables mousses, lichens, champignons,.

#### Réseau Natura 2000

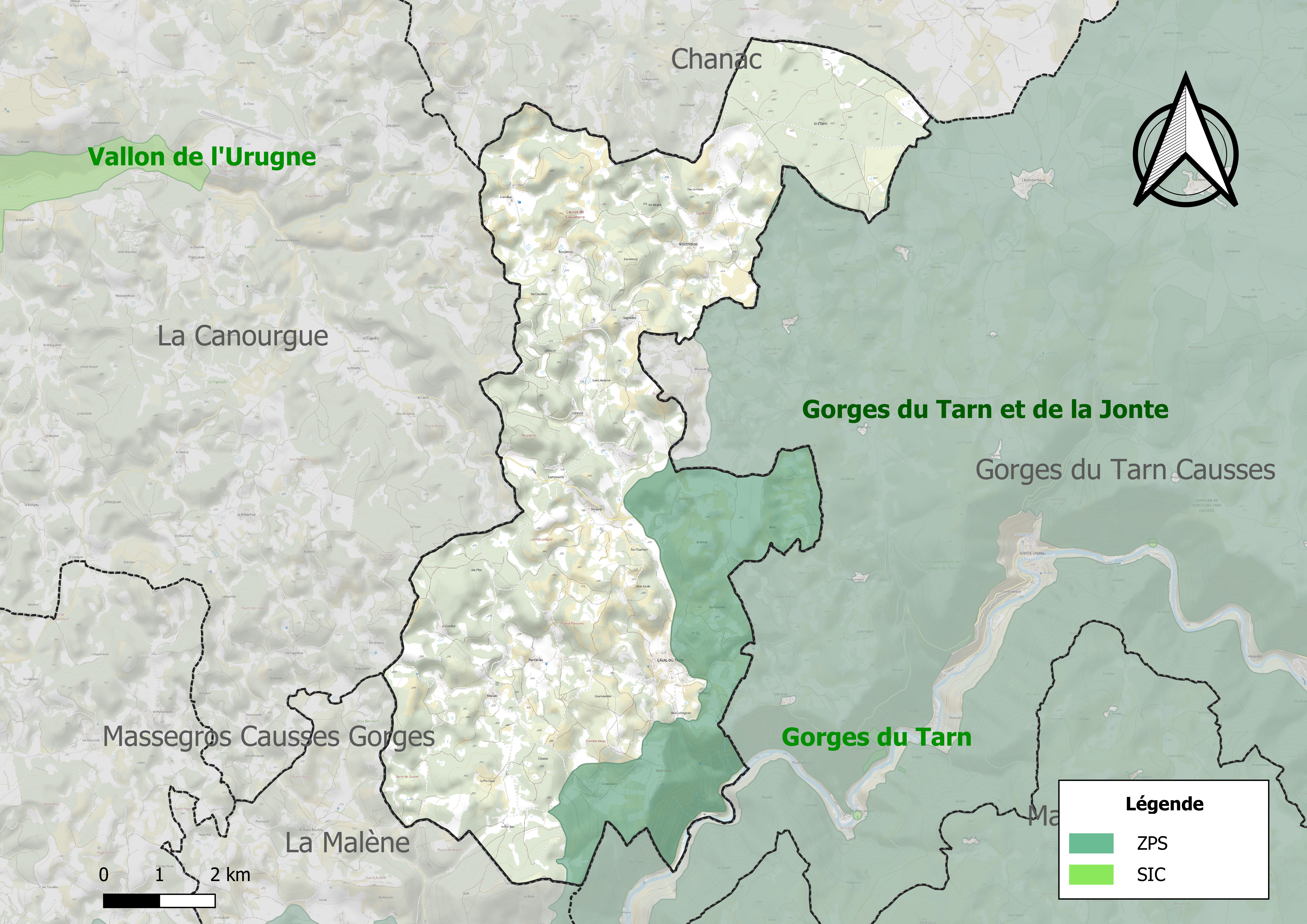
Sites Natura 2000 sur le territoire communal.

Le réseau Natura 2000 est un réseau écologique européen de sites naturels d'intérêt écologique élaboré à partir des directives habitats et oiseaux, constitué de zones spéciales de conservation (ZSC) et de zones de protection spéciale (ZPS).
Un site Natura 2000 a été défini sur la commune au titre  de la directive oiseaux : les « gorges du Tarn et de la Jonte », d'une superficie de 41 801 ha, englobant le territoire de près des trois-quarts de la population de Vautours fauves des grands causses qui furent l'un des principaux sites français de réintroduction de cette espèce.

#### Zones naturelles d'intérêt écologique, faunistique et floristique
L’inventaire des zones naturelles d'intérêt écologique, faunistique et floristique (ZNIEFF) a pour objectif de réaliser une couverture des zones les plus intéressantes sur le plan écologique, essentiellement dans la perspective d’améliorer la connaissance du patrimoine naturel national et de fournir aux différents décideurs un outil d’aide à la prise en compte de l’environnement dans l’aménagement du territoire.
Trois ZNIEFF de type 1 sont recensées sur la commune :
- « les gorges du Tarn, de Mont-Rose à Hauterive » (278 ha), couvrant 2 communes du département[18] ;
- la « vallée du Tarn, du château de la Caze aux Vignes » (128 ha), couvrant 5 communes du département[19] ;
- le « versant sud du causse de Sauveterre à Pougnadoires » (118 ha), couvrant 2 communes du département[20] ;

et deux ZNIEFF de type 2, : 
- le « causse de Sauveterre » (19 759 ha), couvrant 11 communes du département[21] ;
- les « gorges du Tarn » (14 434 ha), couvrant 19 communes du département[22].

Cartes des ZNIEFF de type 1 et 2 à Laval-du-Tarn.
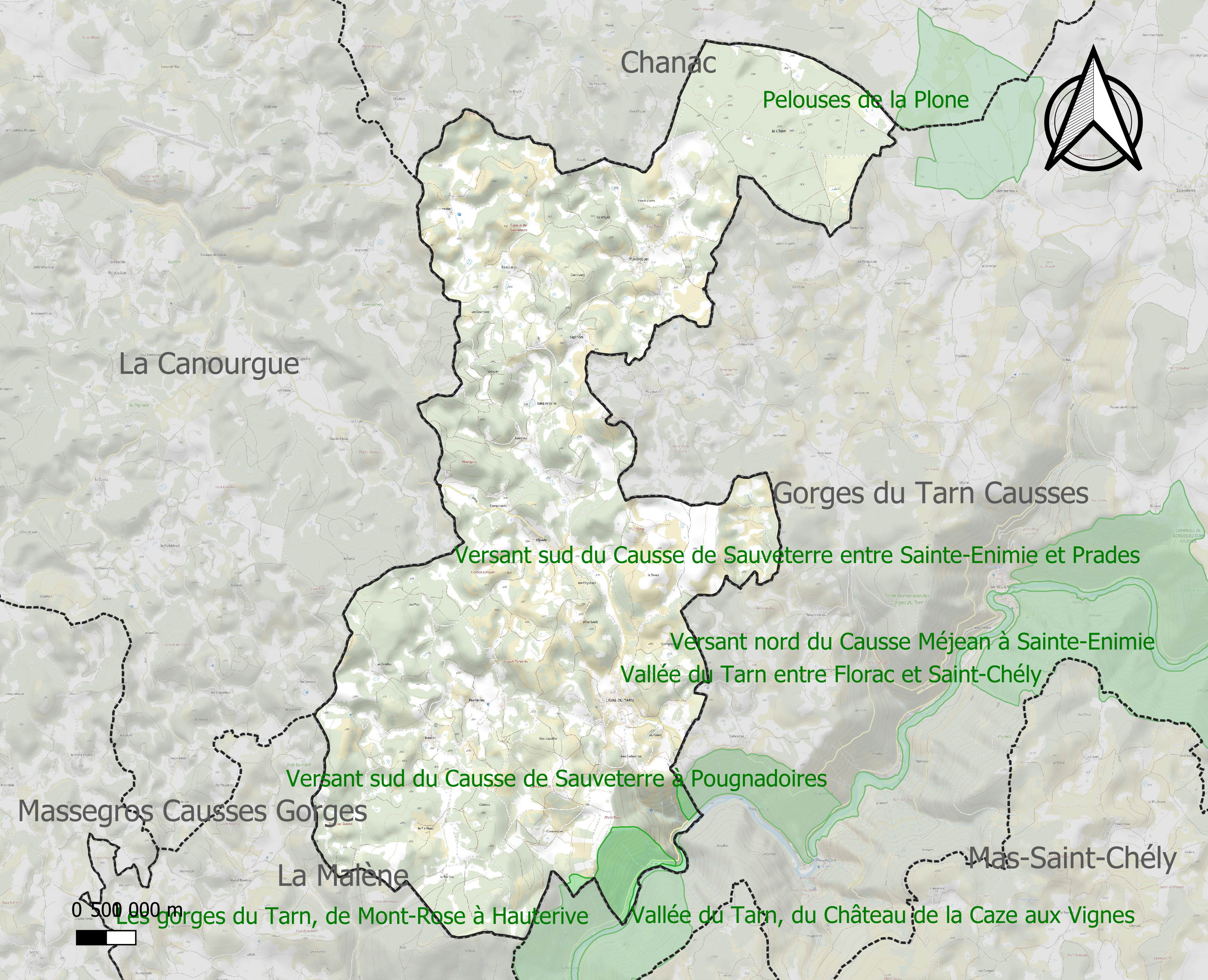
Carte des ZNIEFF de type 1 sur la commune.
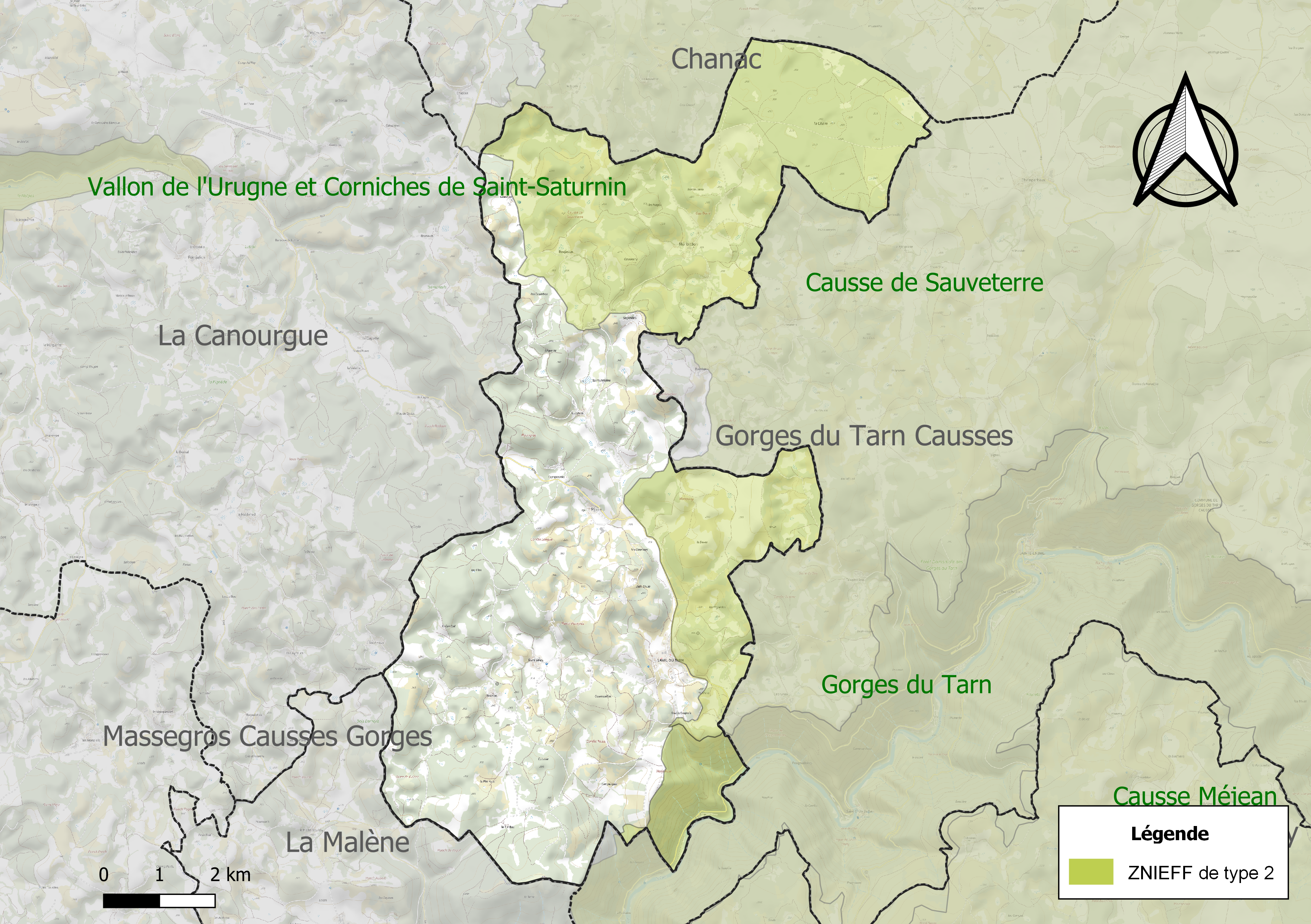
Carte des ZNIEFF de type 2 sur la commune.

## Urbanisme

### Typologie
Au 1er janvier 2024, Laval-du-Tarn est catégorisée commune rurale à habitat très dispersé, selon la nouvelle grille communale de densité à sept niveaux définie par l'Insee en 2022.
Elle est située hors unité urbaine et hors attraction des villes,.

### Occupation des sols
L'occupation des sols de la commune, telle qu'elle ressort de la base de données européenne d’occupation biophysique des sols Corine Land Cover (CLC), est marquée par l'importance des forêts et milieux semi-naturels (64,2 % en 2018), en diminution par rapport à 1990 (70,1 %). La répartition détaillée en 2018 est la suivante : 
forêts (45,5 %), zones agricoles hétérogènes (34,1 %), milieux à végétation arbustive et/ou herbacée (18,1 %), prairies (1,7 %), espaces ouverts, sans ou avec peu de végétation (0,6 %). L'évolution de l’occupation des sols de la commune et de ses infrastructures peut être observée sur les différentes représentations cartographiques du territoire : la carte de Cassini (XVIIIe siècle), la carte d'état-major (1820-1866) et les cartes ou photos aériennes de l'IGN pour la période actuelle (1950 à aujourd'hui).

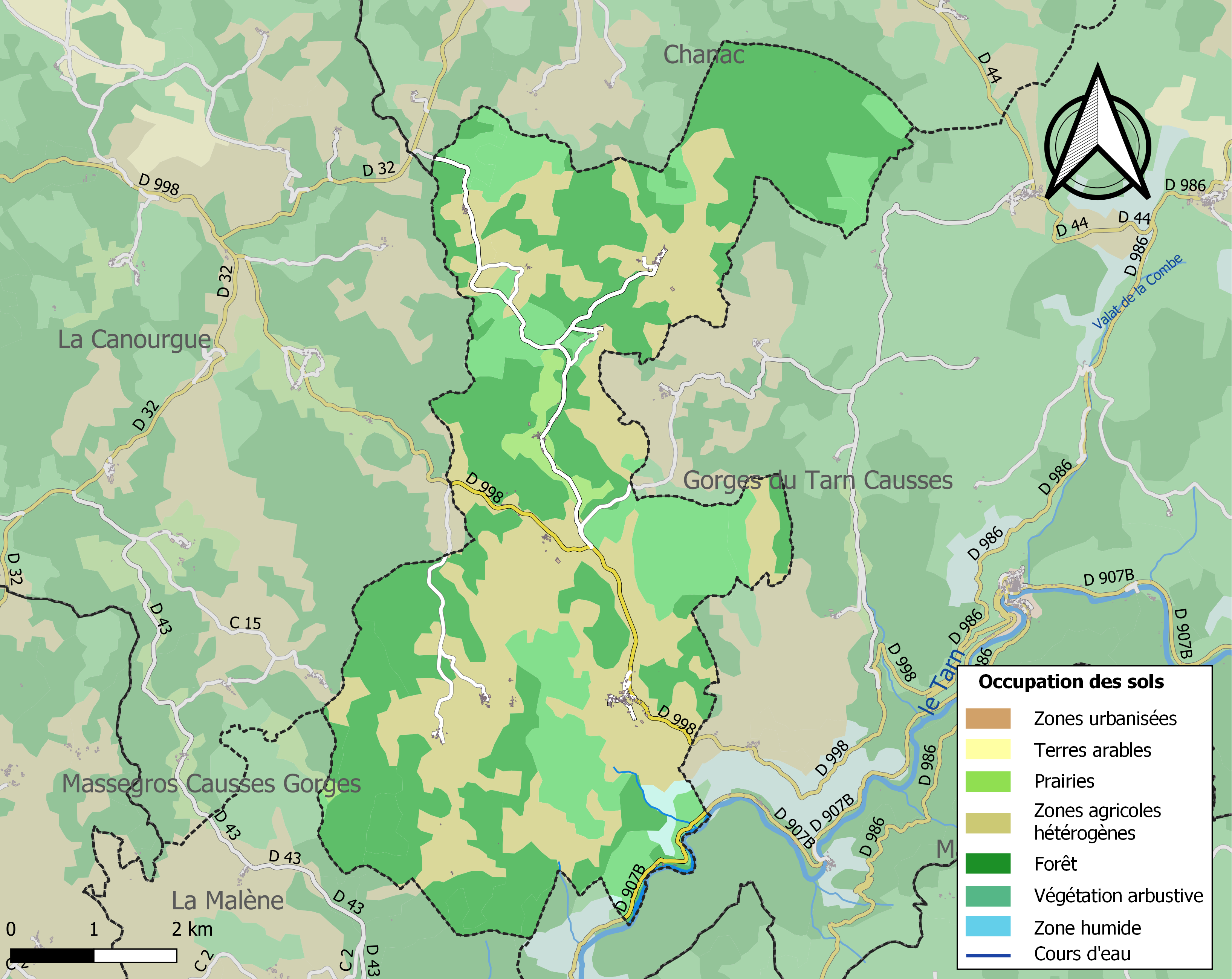
Carte des infrastructures et de l'occupation des sols de la commune en 2018 (CLC).

### Risques majeurs
Le territoire de la commune de Laval-du-Tarn est vulnérable à différents aléas naturels : météorologiques (tempête, orage, neige, grand froid, canicule ou sécheresse), inondations, feux de forêts, mouvements de terrains et séisme (sismicité faible). Un site publié par le BRGM permet d'évaluer simplement et rapidement les risques d'un bien localisé soit par son adresse soit par le numéro de sa parcelle.
Certaines parties du territoire communal sont susceptibles d’être affectées par le risque d’inondation par débordement de cours d'eau, notamment le Tarn. La commune a été reconnue en état de catastrophe naturelle au titre des dommages causés par les inondations et coulées de boue survenues en 1982 et 1994,.
Laval-du-Tarn est exposée au risque de feu de forêt. Un plan départemental de protection des forêts contre les incendies (PDPFCI) a été approuvé en décembre 2014 pour la période 2014-2023. Les mesures individuelles de prévention contre les incendies sont précisées par divers arrêtés préfectoraux et s’appliquent dans les zones exposées aux incendies de forêt et à moins de 200 mètres de celles-ci. L’arrêté du 23 mars 2018, complété par un arrêté de 2020, réglemente l'emploi du feu en interdisant notamment d’apporter du feu, de fumer et de jeter des mégots de cigarette dans les espaces sensibles et sur les voies qui les traversent sous peine de sanctions. L'arrêté du 23 août 2021, abrogeant un arrêté de 2002, rend le débroussaillement obligatoire, incombant au propriétaire ou ayant droit,,.

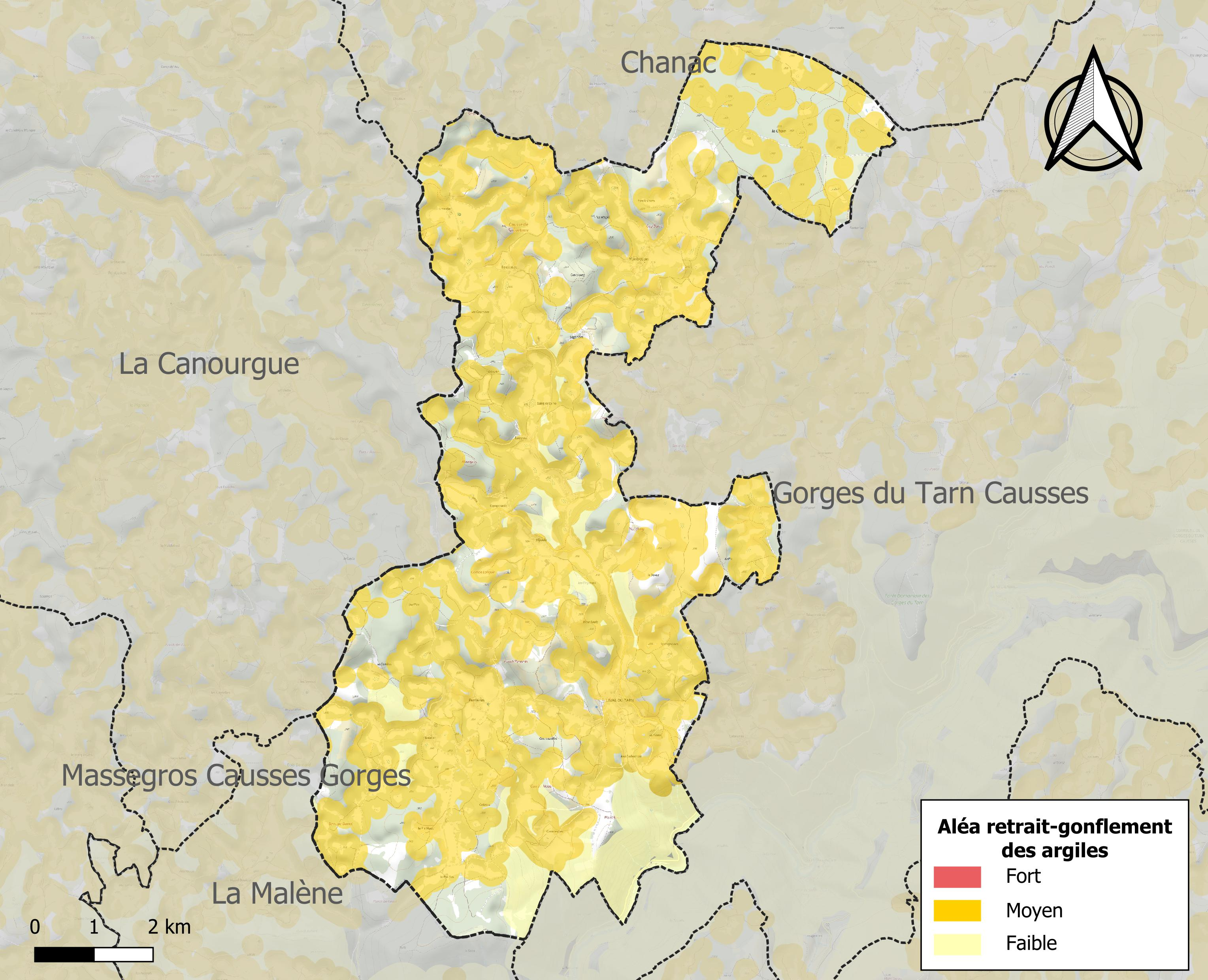
Carte des zones d'aléa retrait-gonflement des sols argileux de Laval-du-Tarn.

Les mouvements de terrains susceptibles de se produire sur la commune sont des affaissements et effondrements liés aux cavités souterraines (hors mines) et des éboulements, chutes de pierres et de blocs. Par ailleurs, afin de mieux appréhender le risque d’affaissement de terrain, l'inventaire national des cavités souterraines permet de localiser celles situées sur la commune.
Le retrait-gonflement des sols argileux est susceptible d'engendrer des dommages importants aux bâtiments en cas d’alternance de périodes de sécheresse et de pluie. 68,8 % de la superficie communale est en aléa moyen ou fort (15,8 % au niveau départemental et 48,5 % au niveau national). Sur les 140 bâtiments dénombrés sur la commune en 2019,  130 sont en aléa moyen ou fort, soit 93 %, à comparer aux 14 % au niveau départemental et 54 % au niveau national. Une cartographie de l'exposition du territoire national au retrait gonflement des sols argileux est disponible sur le site du BRGM,.
Par ailleurs, afin de mieux appréhender le risque d’affaissement de terrain, l'inventaire national des cavités souterraines permet de localiser celles situées sur la commune.

## Histoire
Laval-du-Tarn appartenait historiquement au Gévaudan. La première mention du village date de 1279. La paroisse est créée en 1308.

## Démographie
Les habitants de Laval-du-Tarn sont appelés les Lavalois. Laval-du-Tarn arrive en 1270e place des 1 545 municipalités du Languedoc-Roussillon, pour ce qui est de la population.
L'évolution du nombre d'habitants est connue à travers les recensements de la population effectués dans la commune depuis 1793. Pour les communes de moins de 10 000 habitants, une enquête de recensement portant sur toute la population est réalisée tous les cinq ans, les populations de référence des années intermédiaires étant quant à elles estimées par interpolation ou extrapolation. Pour la commune, le premier recensement exhaustif entrant dans le cadre du nouveau dispositif a été réalisé en 2007.

En 2022, la commune comptait 103 habitants, en évolution de +4,04 % par rapport à 2016 (Lozère : +0,11 %, France hors Mayotte : +2,11 %).
| 1793 | 1800 | 1806 | 1821 | 1831 | 1836 | 1841 | 1846 | 1851 |
| ---- | ---- | ---- | ---- | ---- | ---- | ---- | ---- | ---- |
| 400  | 335  | 421  | 409  | 452  | 444  | 404  | 479  | 447  |

| 1856 | 1861 | 1866 | 1872 | 1876 | 1881 | 1886 | 1891 | 1896 |
| ---- | ---- | ---- | ---- | ---- | ---- | ---- | ---- | ---- |
| 459  | 461  | 480  | 480  | 550  | 517  | 521  | 539  | 509  |

| 1901 | 1906 | 1911 | 1921 | 1926 | 1931 | 1936 | 1946 | 1954 |
| ---- | ---- | ---- | ---- | ---- | ---- | ---- | ---- | ---- |
| 554  | 503  | 504  | 424  | 431  | 392  | 333  | 252  | 213  |

| 1962 | 1968 | 1975 | 1982 | 1990 | 1999 | 2006 | 2007 | 2012 |
| ---- | ---- | ---- | ---- | ---- | ---- | ---- | ---- | ---- |
| 206  | 202  | 163  | 136  | 136  | 109  | 107  | 107  | 106  |

| 2017 | 2022 | - | - | - | - | - | - | - |
| ---- | ---- | - | - | - | - | - | - | - |
| 96   | 103  | - | - | - | - | - | - | - |

## Politique et administration

### Découpage territorial
La commune de Laval-du-Tarn est membre de la communauté de communes Aubrac Lot Causses Tarn, un établissement public de coopération intercommunale (EPCI) à fiscalité propre créé le 30 novembre 2016 dont le siège est à La Canourgue. Ce dernier est par ailleurs membre d'autres groupements intercommunaux.
Sur le plan administratif, elle est rattachée à l'arrondissement de Mende, à la circonscription administrative de l'État de la Lozère et à la région Occitanie.
Sur le plan électoral, elle dépend du canton de La Canourgue pour l'élection des conseillers départementaux, depuis le redécoupage cantonal de 2014 entré en vigueur en 2015, et de la circonscription de la Lozère pour les élections législatives, depuis le dernier découpage électoral de 2010.

## Économie

### Emploi
|                | 2008  | 2013  | 2018  |
| -------------- | ----- | ----- | ----- |
| Commune        | 3,3 % | 3,4 % | 0 %   |
| Département    | 5 %   | 6,4 % | 7,1 % |
| France entière | 8,3 % | 10 %  | 10 %  |

En 2018, la population âgée de 15 à 64 ans s'élève à 57 personnes, parmi lesquelles on compte 74,1 % d'actifs (74,1 % ayant un emploi et 0 % de chômeurs) et 25,9 % d'inactifs,. Depuis 2008, le taux de chômage communal (au sens du recensement) des 15-64 ans est inférieur à celui de la France et du département.
La commune est hors attraction des villes,. Elle compte 29 emplois en 2018, contre 23 en 2013 et 27 en 2008. Le nombre d'actifs ayant un emploi résidant dans la commune est de 45, soit un indicateur de concentration d'emploi de 64,4 % et un taux d'activité parmi les 15 ans ou plus de 51,7 %.
Sur ces 45 actifs de 15 ans ou plus ayant un emploi, 19 travaillent dans la commune, soit 42 % des habitants. Pour se rendre au travail, 82,2 % des habitants utilisent un véhicule personnel ou de fonction à quatre roues, 2,2 % les transports en commun, 6,6 % s'y rendent en deux-roues, à vélo ou à pied et 8,9 % n'ont pas besoin de transport (travail au domicile).

## Culture locale et patrimoine

### Lieux et monuments

#### Château de la Caze
Le château de la Caze, de style Renaissance, est sur les berges du Tarn, à Laval-du-Tarn, à 8 km au sud-ouest de Sainte-Enimie auquel il est relié par la route D 907bis. Il est construit au XVe siècle par les Soubeyrane. La Révolution française en fait une prison. Actuellement (2012), c'est un hôtel privé de luxe.
Le château date des années 1490, 1630 et 1637. Il a été restauré aux XIXe et XXe siècles. Sont protégés les tour, salon, élévation, toiture et décor intérieur. Il est classé Monument historique par arrêté du 31 mars 1992

#### Autres
- Dans les hameaux de Lueysse, Périeyres et Rauzas, des bâtiments agricoles des XVIIe et XVIIIe siècles ont été conservés.
- Le domaine de Grandlac, dont la maison-forte date du XVe au XVIIe siècle. Elle a été reconstruite au XIXe siècle.
- L'aire des Trois-Seigneurs montre les restes d'un cromlech mégalithique de l'âge de pierre, d'un rayon de 60 mètres[40].
- La commune abrite 18 dolmens.
- Site archéologique de la grotte du Sabot.

### Architecture religieuse
- Église de la Nativité-de-la-Sainte-Vierge de Laval-du-Tarn. L'église est dédiée à la Nativité de la Vierge Marie, elle a été construite aux XIe et XIIe siècles, dans le style roman. L'édifice est référencé dans la base Mérimée et à l'Inventaire général Région Occitanie[41]. De nombreux objets sont référencés dans la base Palissy (voir les notices liées)[41].
- La croix du cimetière de Montredon date de 1816. Une croix de pierre du XVIIIe siècle est visible à Rauzas[42].